# Act (banda)
Act fue un grupo de synth pop formado a finales de la década de 1980, conformado por el músico británico Thomas Leer y la alemana excantante de Propaganda, Claudia Brücken. 
La banda se separó poco después de la edición de su primer álbum: Laughter, Tears and Rage en 1988.

## Discografía
Todos los  álbumes y sencillos realizados por ZTT Records.

### Álbumes
- Laughter, Tears and Rage (1988, relanzado en 2004 como CD y 3CD en una caja recopilatoria).
- Act - Love & Hate A Compact Introduction (2015, recopilatorio de 2 CD que incluye 30 canciones).

### Sencillos
- "Snobbery and Decay" (1987) UK Singles Chart n.º 60,[1] Italia n.º 38
- "Absolutely Immune" (1987)
- "Chance" (1988, sencillo que no llegó a editarse por problemas de derechos con un sample de ABBA)
- "I Can't Escape from You" (1988)